# Rokia Traoré
Rokia Traoré (24 januari 1974) is een Malinese zangeres, tekstschrijfster en gitariste.
Traoré is geboren in Mali als lid van de Bambara bevolkingsgroep. Haar vader was diplomaat, met als gevolg dat ze gedurende haar jeugd veel heeft gereisd, onder andere naar Algerije, Saoedi-Arabië, Frankrijk en België. Hierdoor werd ze blootgesteld aan een grote verscheidenheid van invloeden.
De Bambara hebben een traditie van griots, die muzikale optredens verzorgen tijdens huwelijken, ofschoon leden van de adel, zoals Traoré, worden ontmoedigd om als musicus op te treden.
Toen haar vader in Brussel was gestationeerd, doorliep Traoré het lyceum in Mali. In die tijd begon ze in het openbaar op te treden. In 1997, verbond ze zich met de Malinese musicus Ali Farka Touré, waarmee ze zich profileerde.
Haar eerste album Mouneissa (Label Bleu) werd uitgebracht in 1998 en werd toegejuicht voor zijn frisse insteek en voor de ongekende combinaties van de verschillende Malinese muziektradities, zoals het gebruik van de ngoni en de balafoon. Er werden in Europa meer dan 40.000 albums verkocht.
In 2000 werd haar tweede album Wanita uitgebracht. Traoré schreef en arrangeerde het gehele album. Het album werd wijd toegejuicht en de New York Times nomineerde het als een van zijn albums van het jaar.
Haar derde album Bowmboï werd in 2003 uitgebracht. Het album werd de winnaar van de prestigieuze BBC 3 World Music Award. Traoré is in het verleden overigens al drie keer genomineerd voor deze prijs.
In 2004 speelde zij op WOMAD en voltooide ze haar eerste concerttour door Noord-Amerika.
In 2008 verscheen haar vierde album Tchamantche dat meer 'Westers' georiënteerd is. Het album is geproduceerd door Phill Brown die eerder werkte met Robert Palmer, Robert Plant en Bob Marley.
Traoré's vijfde album Beautiful Africa verscheen in april 2013 op het Nonesuch-label.

## Privéleven
Van 2013 tot 2018 was Rokia Traoré in een relatie met de Belgische dramaturg en artistiek directeur Jan Goossens. Samen kregen ze een dochter, geboren in België in 2015. Na hun scheiding in 2018 ontstond een conflict over de voogdij van hun dochter.
In maart 2019 beschuldigde Traoré haar ex-partner valselijk van seksuele aanrakingen van hun dochter en verbood hem elk contact met het kind buiten Mali. De rechtbank van eerste aanleg in Brussel kende de hoofdverblijfplaats van het kind toe aan de vader, met gezamenlijk ouderlijk gezag en gedeelde voogdij. In oktober 2019 gaf de Belgische justitie een internationaal arrestatiebevel uit tegen Traoré wegens ontvoering, opsluiting en gijzeling. Franse en Belgische justitie gaven haar enkele maanden om het kind voor te stellen. Nadat Traoré de uiteindelijke deadline van 22 februari 2020 niet respecteerde, werd ze op 10 maart 2020 gearresteerd in Parijs. Ze begon onmiddellijk een hongerstaking in de gevangenis van Fleury-Mérogis en vluchtte later naar Mali nadat ze was vrijgelaten onder gerechtelijk toezicht.
Op 22 juni 2024 werd Rokia Traoré in Italië gearresteerd na een Europees arrestatiebevel van de Belgische justitie.

## Foto's

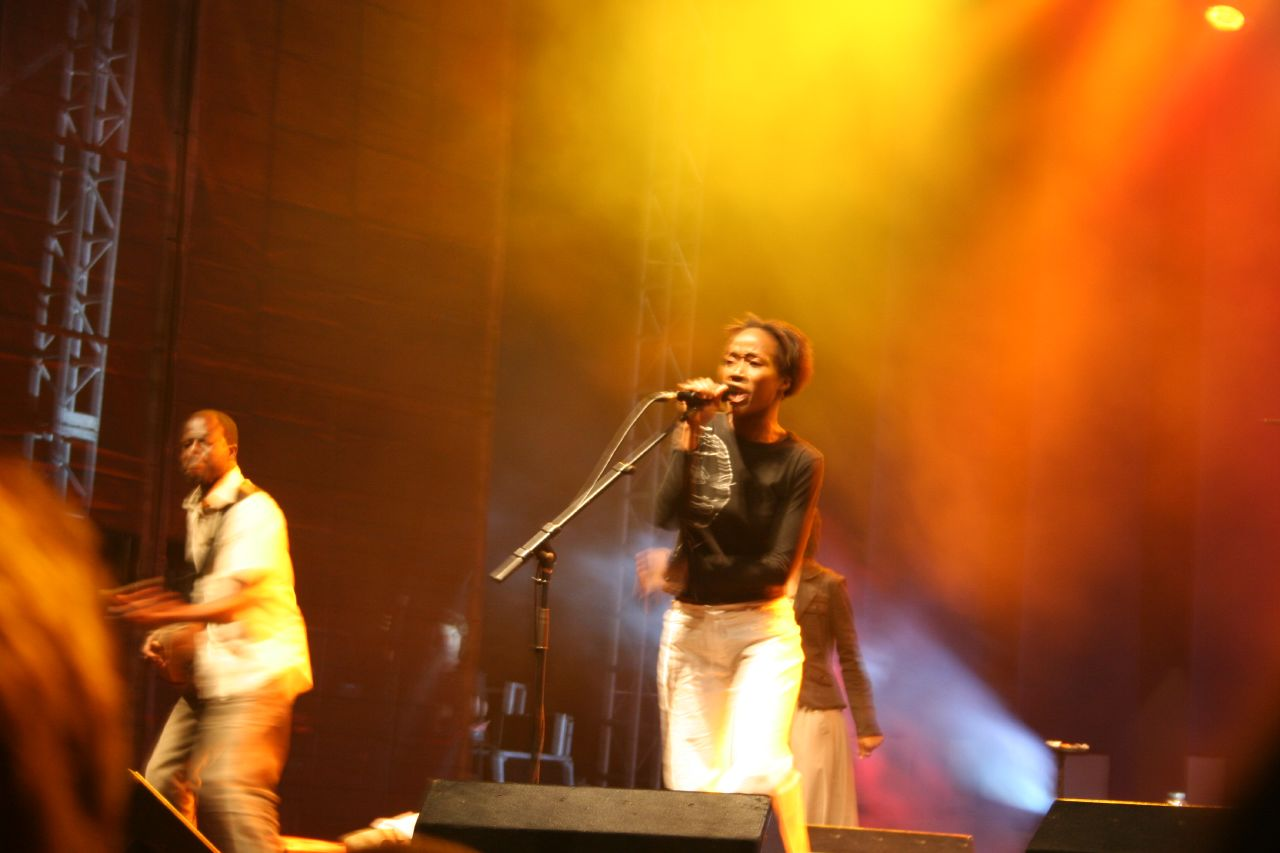
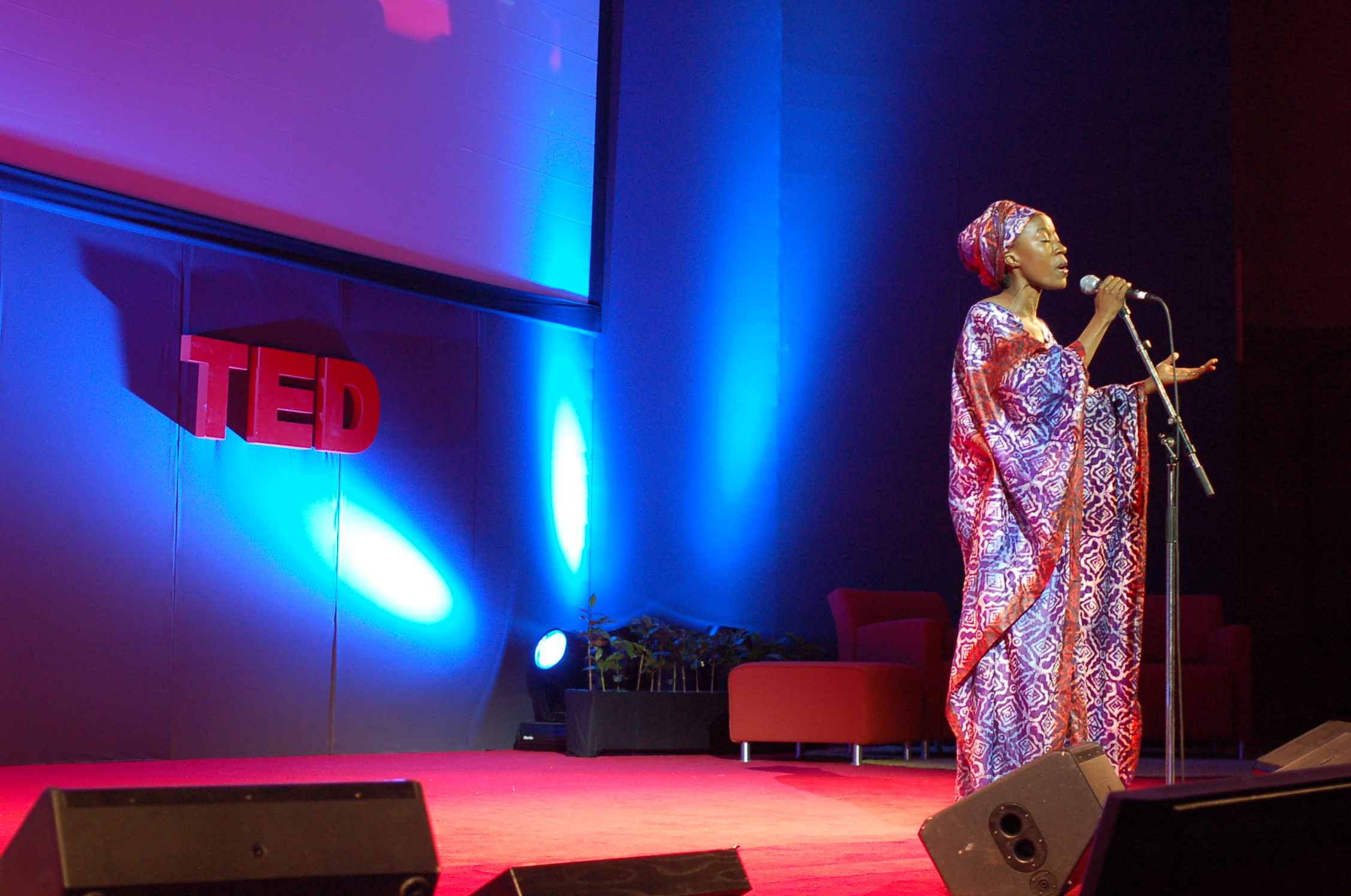
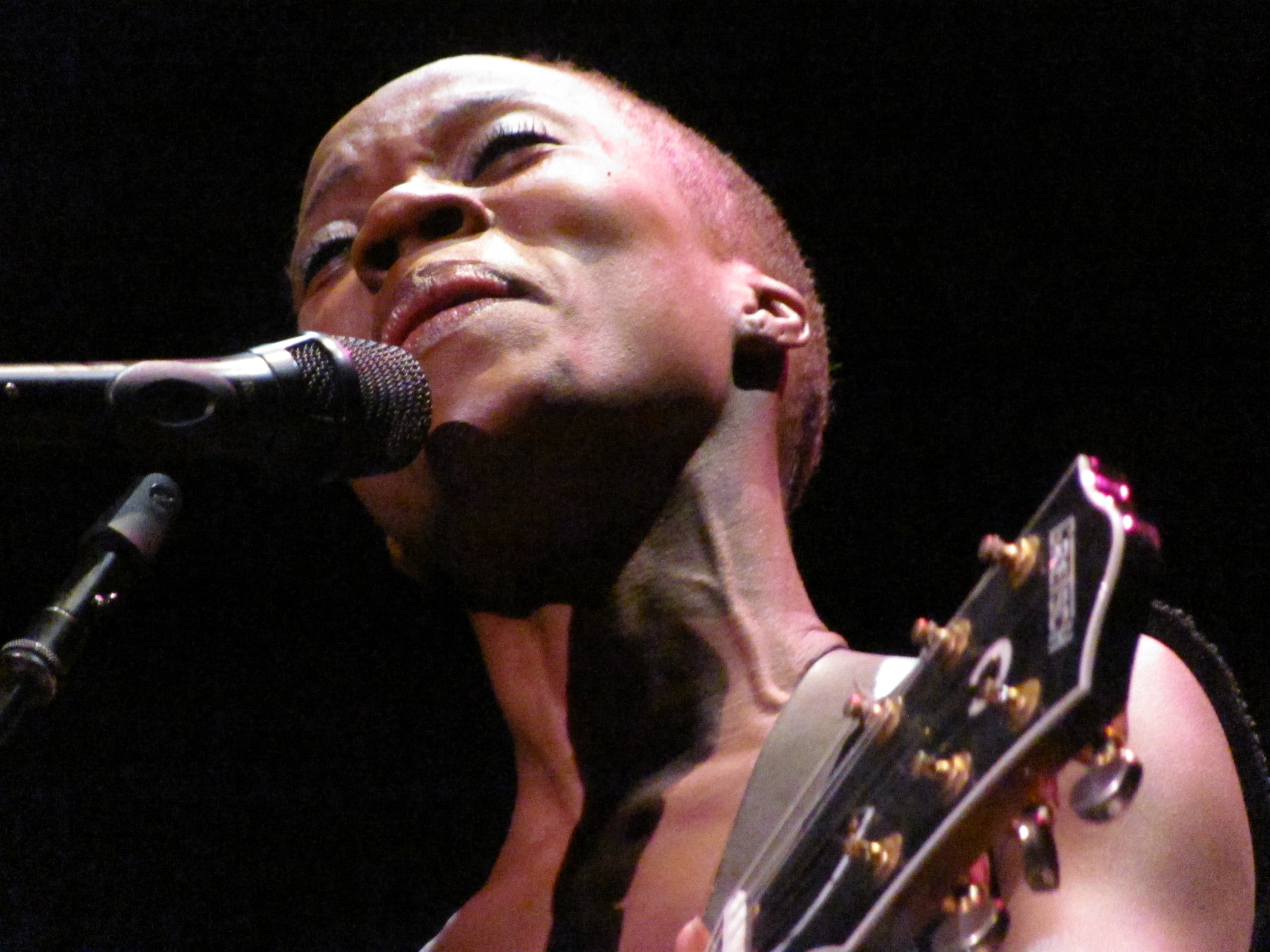
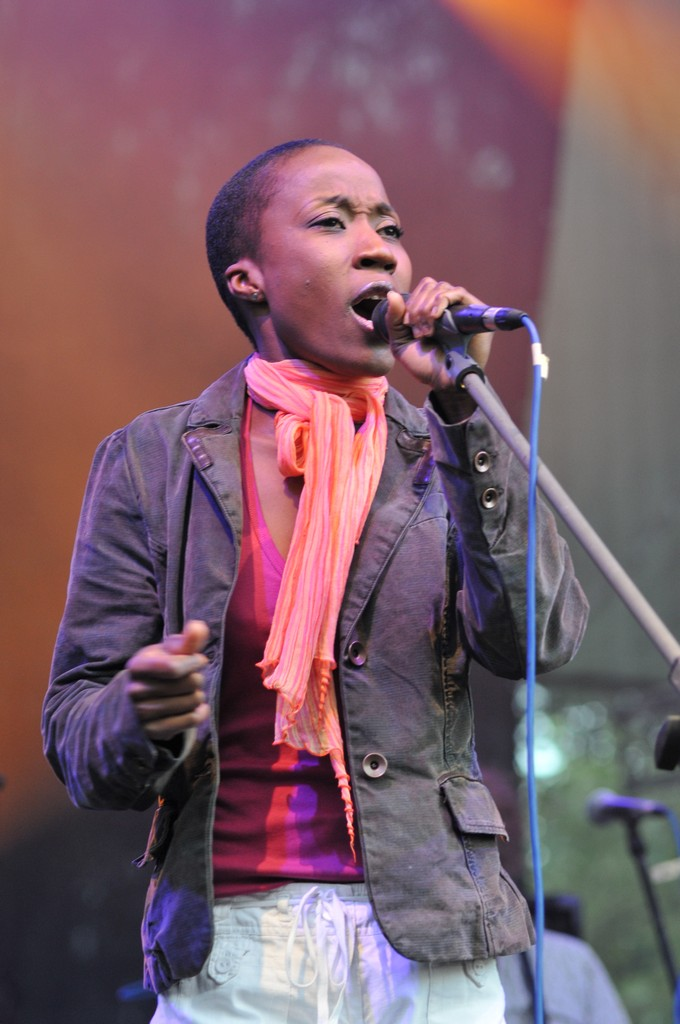
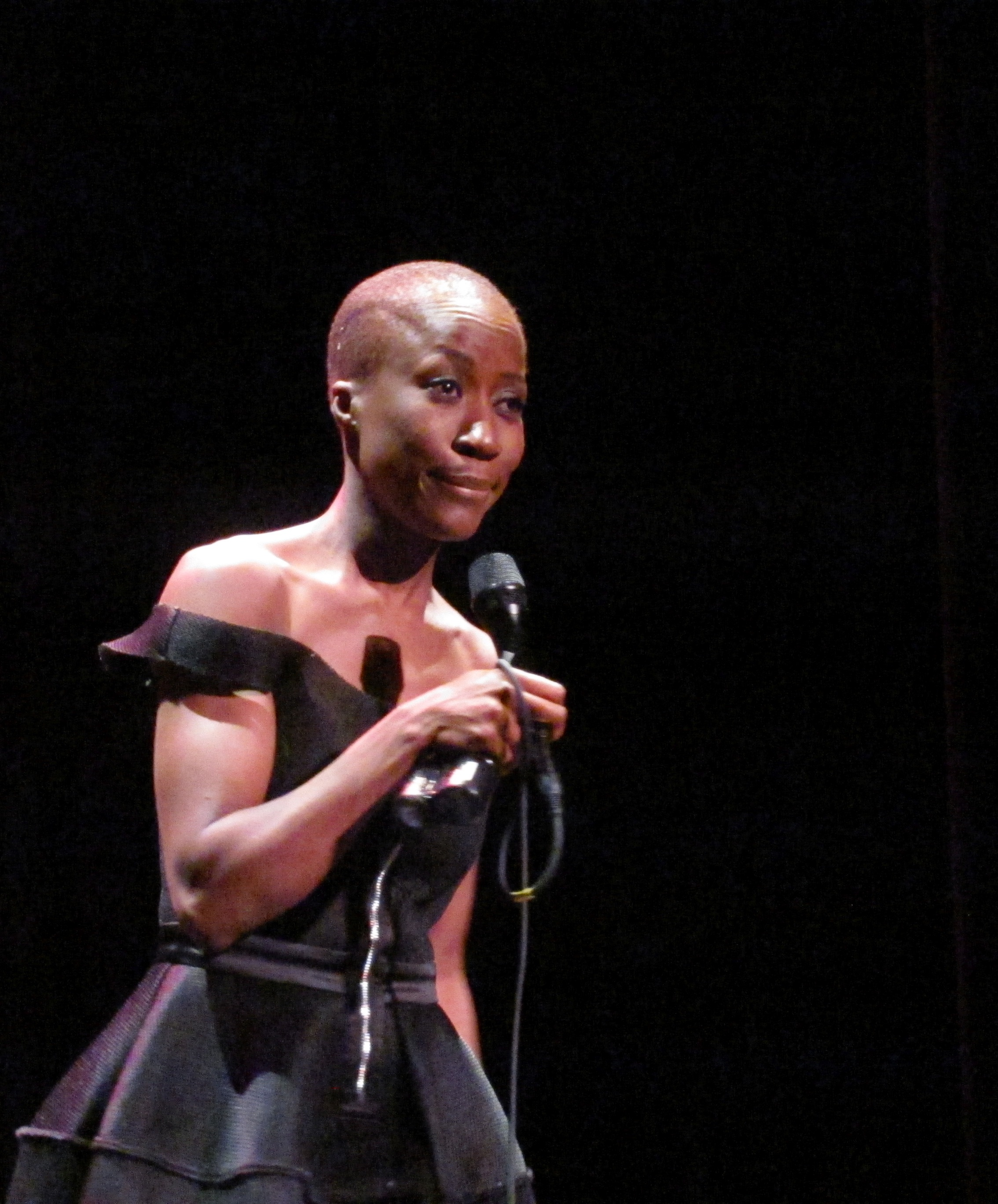
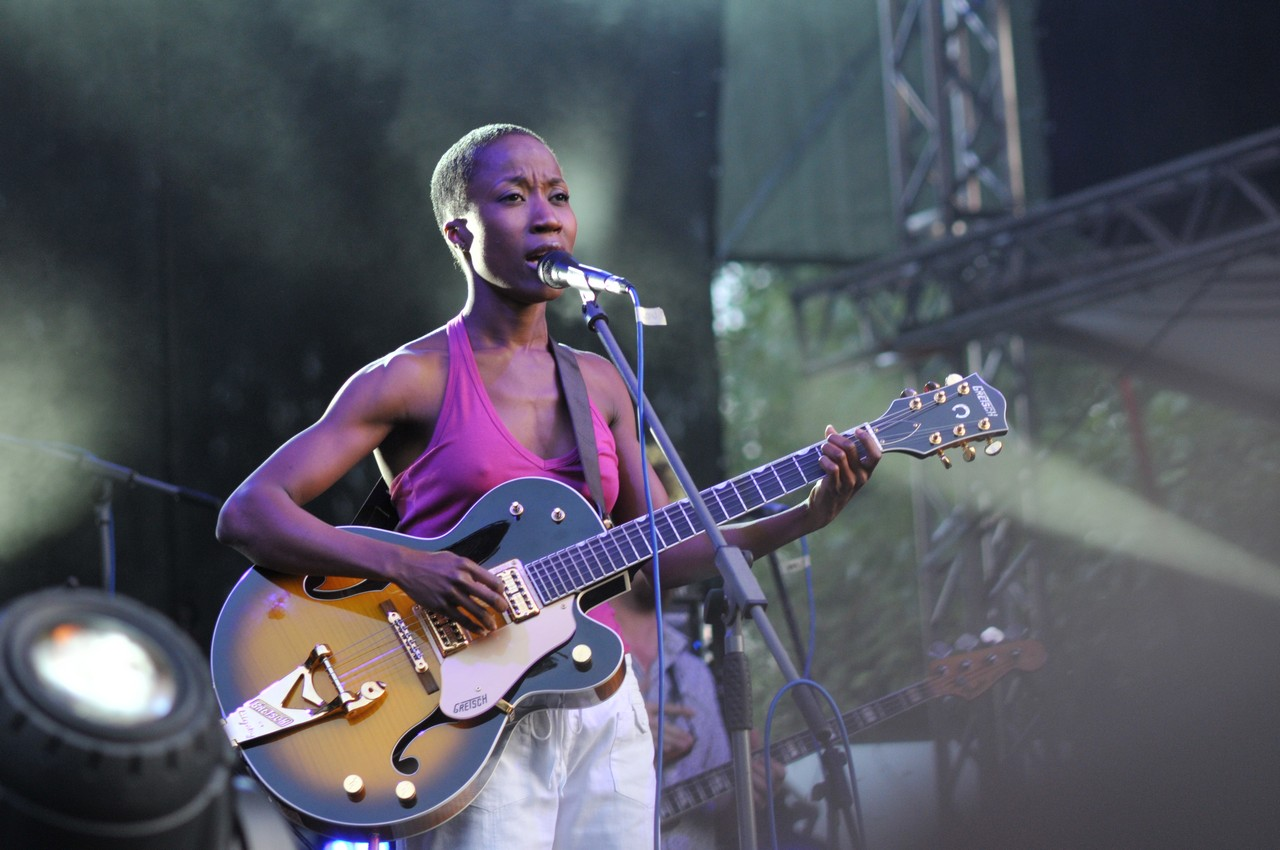
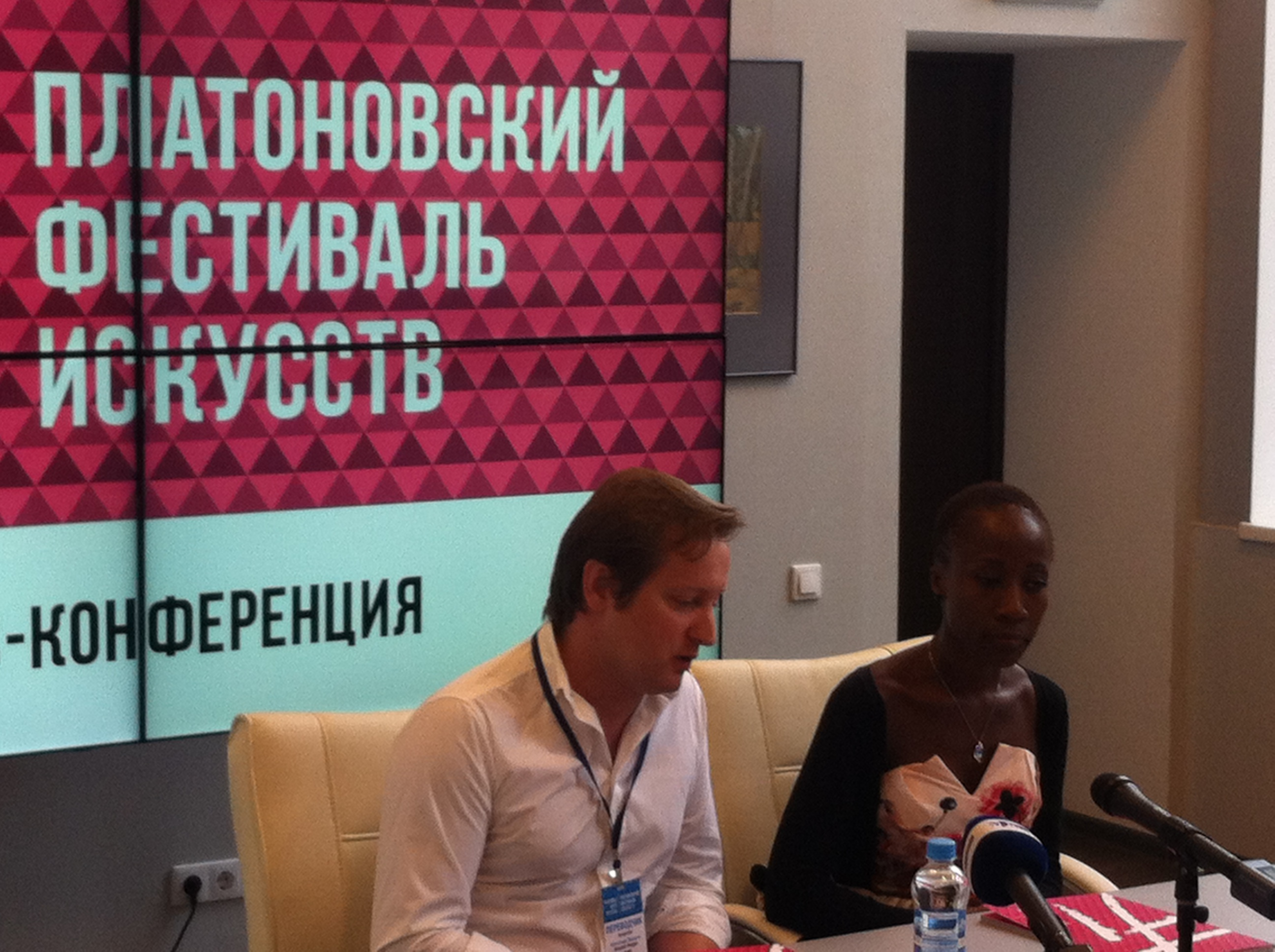
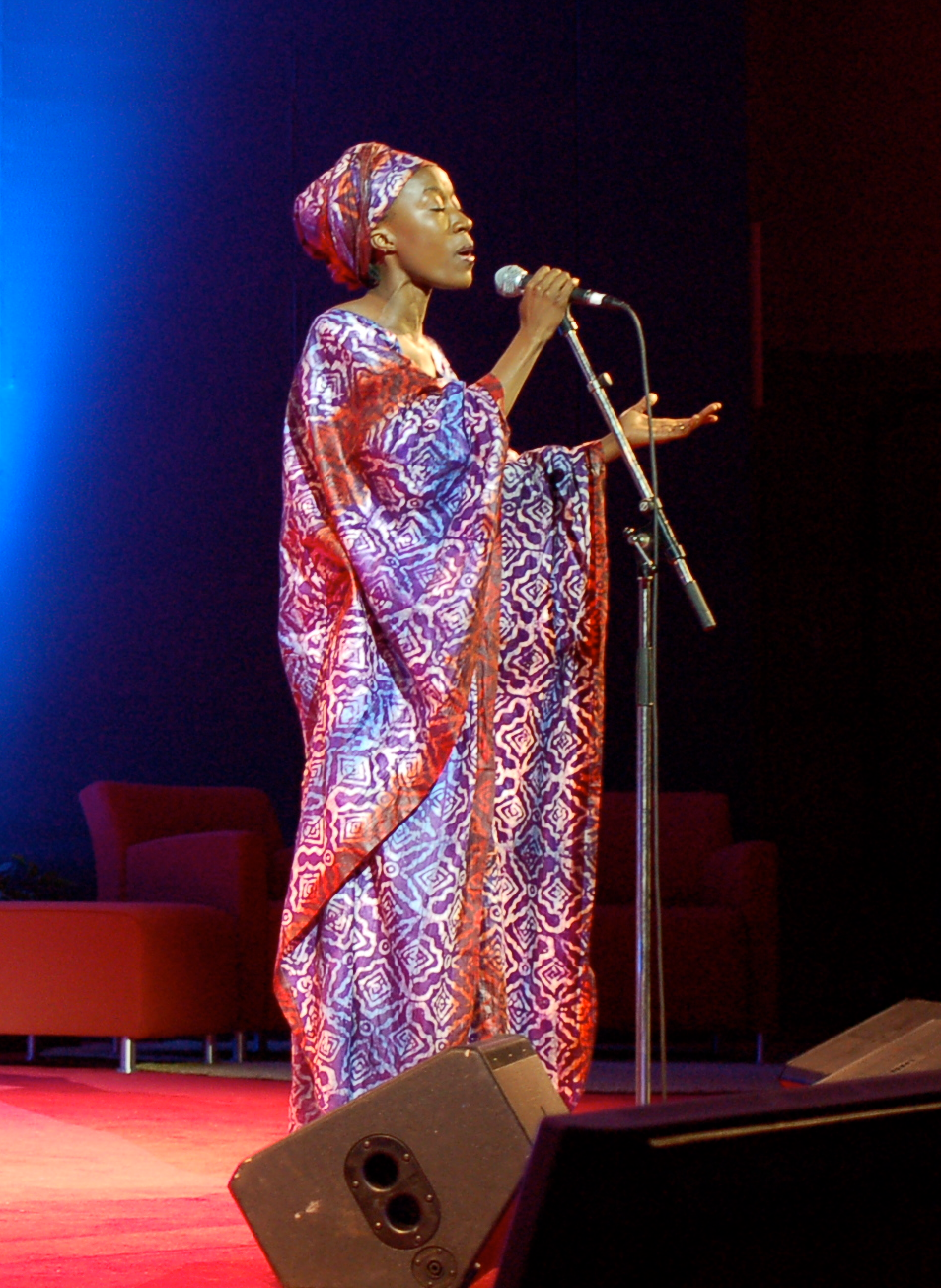

## Discografie

### Albums
| Album met hitnotering(en) in de Vlaamse Ultratop 200 albums | Datum van verschijnen | Datum van binnenkomst | Hoogste positie | Aantal weken | Opmerkingen |
| ----------------------------------------------------------- | --------------------- | --------------------- | --------------- | ------------ | ----------- |
| Tchamantche                                                 | 2008                  | 21-06-2008            | 76              | 2            |             |
| Beautiful Africa                                            | 2013                  | 20-04-2013            | 86              | 1*           |             |